# Gościno-Dwór
Gościno-Dwór (deutsch Gut Groß Jestin) ist ein Wohnplatz in der Woiwodschaft Westpommern in Polen. Er gehört zu der Gmina Gościno (Gemeinde Groß Jestin) im Powiat Kołobrzeski (Kolberger Kreis).

## Geographische Lage
Der Wohnplatz liegt in Hinterpommern, etwa 17 Kilometer südlich von Kołobrzeg (Kolberg) und etwa 100 Kilometer nordöstlich von Stettin.
Die nächsten Nachbarorte sind im Nordwesten Gościno (Groß Jestin) und im Südosten Myślino (Moitzlin).

## Geschichte
Der Wohnplatz ist aus dem Gut des Dorfes Groß Jestin hervorgegangen: Groß Jestin war seit dem Mittelalter, genau gesagt seit 1347, ein Stadteigentumsdorf der Stadt Kolberg. Im 17. Jahrhundert zog die Stadt sechs Bauernstellen und vier Kossätenstellen ein und bildete aus ihnen ein Vorwerk, also einen Gutsbetrieb. Im Jahre 1833 brannten die im Dorf Groß Jestin gelegenen Gebäude des Vorwerks ab. Der anschließende Neubau der Gutsanlage erfolgte nicht mehr innerhalb des Dorfes Groß Jestin, sondern etwa 1 ½ Kilometer südöstlich des Dorfes an der Straße nach Moitzlin.  
Nach 1851 trennte die Stadt Kolberg Landflächen vom Gut Groß Jestin ab und verkaufte sie an einen Landwirt. Der Käufer errichtete nordöstlich von Groß Jestin einen eigenen Gutshof, der den Namen Johannisberg erhielt. 
Im Jahre 1855 verkaufte die Stadt Kolberg das Gut Groß Jestin an einen Kaufmann Meyer aus Körlin. Nach einem Besitzerwechsel erwarb im Jahre 1890 ein Paul Müller das Gut und bewirtschaftete es bis 1945. 
Um 1900 wurde in der Feldmark etwa 2 Kilometer südwestlich des Gutes das Vorwerk Groß Jestin angelegt (heute wüst). 
Im Jahre 1909 erhielt Gut Groß Jestin Bahnanschluss mit dem Bau der Bahnstrecke Groß Jestin–Groß Pobloth der Kolberger Kleinbahn und einer eigenen Station für Gut Groß Jestin. Die Strecke wurde im Jahre 1915 über Groß Pobloth bis Körlin verlängert. Sie ist heute stillgelegt. 
Bis 1945 bildete Gut Groß Jestin einen Wohnplatz in der Gemeinde Groß Jestin und gehörte mit dieser zum Landkreis Kolberg-Körlin der Provinz Pommern.
Gegen Ende des Zweiten Weltkriegs wurde Gut Groß Jestin durch die Rote Armee besetzt. Der Ort kam, wie alle Gebiete östlich der Oder-Neiße-Grenze, an Polen. Die Bevölkerung wurde vertrieben. Der Ortsname wurde als „Gościno-Dwór“ polonisiert. 
Der Ort liegt heute in der Gmina Gościno (Gemeinde Groß Jestin) im Powiat Kołobrzeski (Kolberger Kreis). Dort gehört er zum Schulzenamt Gościno.

## Entwicklung der Einwohnerzahlen
- 1871: 121 Einwohner[3]
- 1885: 111 Einwohner[3]
- 1895: 101 Einwohner[3]
- 1905: 136 Einwohner[3]
- 2017: 138 Einwohner[2]